# Wonderful Days
Pour plus de détails, voir Fiche technique et Distribution.
Wonderful Days (원더풀 데이즈, Wondeopul deijeu) est un film d'animation sud-coréen sorti en Corée du Sud le 17 juillet 2003 et réalisé par Kim Moon-saeng.

## Synopsis
En 2142, après une catastrophe d'origine humaine qui a rendu la Terre presque entièrement inhabitable, deux groupes d'êtres humains coexistent. L'élite vit dans Ecoban, cette ville-bulle bourgeoise et dictatoriale est protégée de la pollution extérieure, tout en utilisant celle-ci comme source d'énergie. Les autres, les Marrians, travailleurs au service des habitants d'Ecoban, sont dix fois plus nombreux et vivent à Marr, une cité bâtie sur des ruines polluées. Mais Ecoban a besoin de plus d'énergie. Les dirigeants d'Ecoban envisagent de brûler Marr et ses puits de pétrole pour développer davantage la pollution nécessaire à sa survie. Unis par leur passé, Jay, une membre des forces de défense de Ecoban, et Shua, un exilé d'Ecoban qui se bat au côté des habitants de Marr pour mettre un terme au privilège d'Ecoban, vont peu à peu se retrouver, et de leur combat découlera l'avenir des deux cités.

## Fiche technique[1]
- Titre original : 원더풀 데이즈 (Wondeopul deijeu)
- Titre international et français : Wonderful Days
- Autre titre : Sky Blue
- Réalisation : Kim Moon-saeng
- Assistant réalisation : Han Jae-Sung
- Production : IEE Kyug-Ha, Hwang Kyung-Sun, Park Sun-Min
- Producteur exécutif : Kim Sung-Young
- Supervision : Lee Soug-Youn, Kwak Jae-Young
- Scénario : Kim Moon-saeng, Park Jun-Yong
- Mecha-design : Lee Dong-Wook
- Conception graphique : Cho Tak-Yoon
- Direction de l'animation : Young Ki-Yoon
- Direction artistique : Jang Yoon-Chul
- Couleurs : Mee Jang
- Musique : Il Won
- Coordination : Shim Jae-Il
- Langue : coréen
- Durée : 90 minutes
- Dates de sortie :
  -  Corée du Sud : 17 juillet 2003
  -  France : 16 juin 2004

## Distribution des voix
Le film possède un doublage français réalisé par le studio NDE Productions. L'adaptation française est signée Anthony Declève et Jean-Marc Pannetier. Ce dernier s'occupe aussi de la direction du doublage.
| Rôle             | Acteur coréen | Doublage français          |
| ---------------- | ------------- | -------------------------- |
| Jay              |               | Véronique Soufflet         |
| Shua             |               | Adrien Antoine             |
| Shua (enfant)    |               | Jackie Berger              |
| Simon            |               | Bernard Gabay              |
| Adjudant         |               | Dominique Collignon-Maurin |
| Dr Noé           |               | Michel Ruhl                |
| Woody            |               | Gwénaël Sommier            |
| Joe              |               | Jérôme Pauwels             |
| Goliath          |               | Saïd Amadis                |
| Leader d'Ecoban  |               | Robert Party               |
| Typon            |               | Patrick Béthune            |
| Forgeron         |               | Patrick Béthune            |
| Soldats d'Ecoban |               | Patrick Béthune            |

## Spécificités
L'animation de Wonderful Days a nécessité un travail assez singulier. En effet le film mêle des personnages 2D (avec un rendu proche des animés japonais), des images de synthèse, des maquettes de décors ainsi que des effets numériques.
Un plan du film est construit de cette façon : tout d'abord, des maquettes des décors du film sont construites, et filmées avec une caméra haute-définition fixée sur un support de motion-control, asservis via divers logiciels. Une fois ces images obtenues, elles sont modifiées par infographie. Ainsi la lumière, les couleurs, ou même certaines portions de l'image sont donc transformées. On ajoute ensuite les animations 2D (dessinée sur celluloïd) et les accessoires et véhicules réalisés en 3D.
Toutefois, un tel mélange de techniques est difficile. En effet, les différences de fréquence entre les films de maquettes (24 images par seconde) et l'animation 2D (12 images par seconde) ont obligé les équipes à compenser les différences cadences d'image par l'ajout de dessins intermédiaires, réalisés à la main ou par ordinateur. La différence de rendu entre les images 3D et les images 2D forcent les équipes à altérer l'apparence des maquettes, ainsi que retravailler les dessins 2D pour harmoniser le rendu. Tout ce travail est rendu d'autant plus difficile que le film comporte plusieurs scènes de foules ainsi que certains mouvements de caméras compliquant l'intégration de tous ces éléments.

## Récompenses
- 2004 : Prix du film d'animation au Festival Fantastic'Arts de Gérardmer